# سودان (کرگدن)
سودان (۱۹۷۳– ۱۹ مارس ۲۰۱۸) یک کرگدن سفید شمالی (Ceratotherium simum cottoni) بود که از سال ۱۹۷۵ تا ۲۰۰۹ در باغ‌وحش دوور کرالووه جمهوری چک و باقی عمر خود را در منطقه حفاظت شده اول پژتا لایکیپیا در کنیا سپری کرد. در زمان مرگ، او یکی از سه کرگدن سفید شمالی و آخرین نوع کرگدن سفید شمالی نر شناخته شده از این زیرگونه بود. به گفته مسئولان نگهداری از سودان در منطقه حفاظت شده اول پژتا، او بعد از ماه‌ها بیماری و بعد از وخیم شدن وضعیت سلامتش در ۱۹ مارس ۲۰۱۸ با تزریق دارو کشته شد.
با مرگ او فقط دو کرگدن ماده از این زیرگونه باقی مانده است که دختر و نوه این کرگدن هستند، دیگر کرگدن سفید نر زنده اواخر سال ۲۰۱۴ میلادی به‌طور طبیعی مرد و از آن به بعد سودان تنها کرگدن سفید نر دنیا بود. نمونه‌هایی از ژن‌های سودان پیش از مرگ او برداشته شده به امید اینکه بتوانند در آینده و با کمک لقاح مصنوعی از این زیرگونه تولید کنند. 